# Rauhbeuge

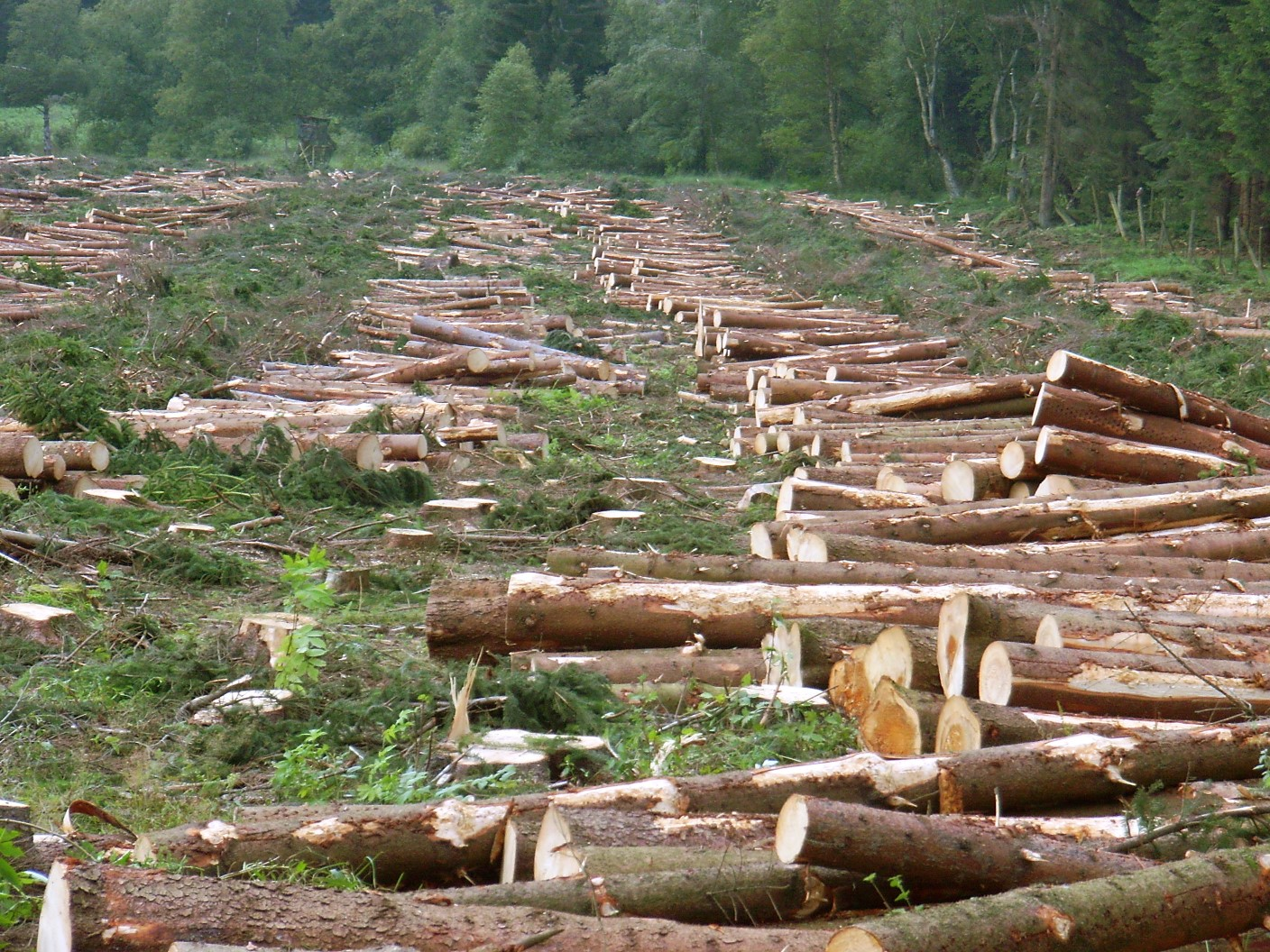
Nach Kahlschlag: eingeschlagene Fichte wartet auf den Abtransport durch einen Forwarder

Rauhbeuge (auch Rauhbeige) ist ein forstlicher Fachbegriff für abgelegtes Kurzholz zwecks Abtransport durch einen Forwarder. Die 1 bis 3 m langen Stammstücke werden durch Holzvollernter oder manuell an der Seite von Rückegassen so in Haufen abgelegt, dass der Krangreifer des Forwarders sie fassen und aufladen kann.

## Belege
1. ↑  Gerhard Stinglwagner, Ilse Haseder, Reinhold Erlbeck: Das Kosmos Wald- und Forst-Lexikon. 4. Auflage. Franckh-Kosmos, Stuttgart 2009, S. 793. ISBN 3-440-12160-7.